# Chang kben

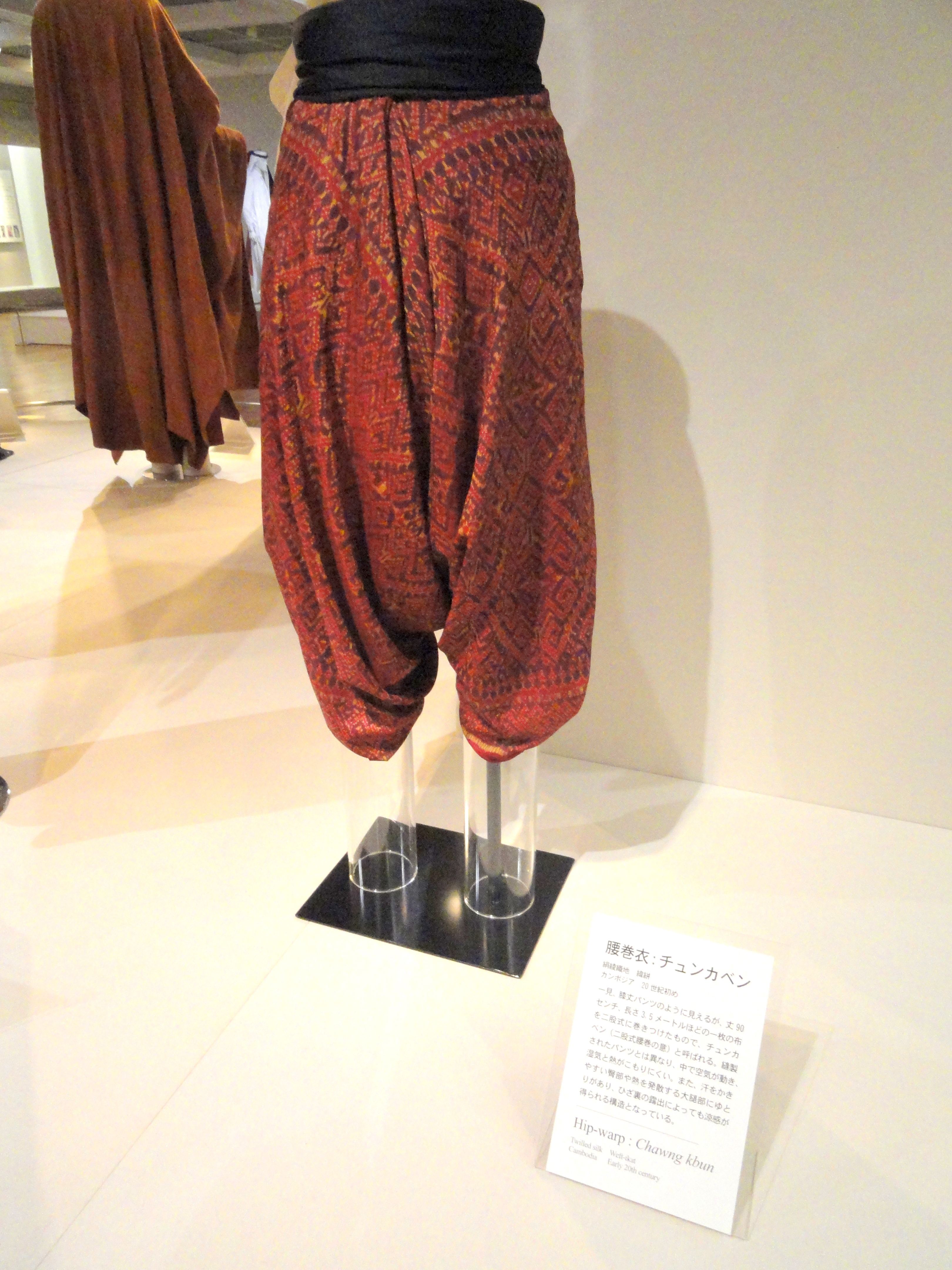
Un chang kben expuesto en el Bunka Gakuen Costume Museum, en Tokio, Japón.

El chang kben (en camboyano: សំពត់ចងក្បិន: ; en tailandés: โจงกระเบน: , rtgs: chong kraben:chong kraben; en lao: ຜ້າຫາງ: , pha colgar) es una vestimenta típica de Camboya, Laos y Tailandia. Era la vestimenta más usada y preferida por las mujeres en su vida diaria. El uso diario de esta pieza de ropa desapareció a principios del siglo XX. A diferencia del típico sampot, es más un pantalón que una falda. Es una pieza rectangular  de tela que mide tres metros de largo y un metro de ancho.
Se usa envolviéndolo alrededor de la cintura, estirándolo lejos del cuerpo, girando los extremos juntos, luego tirando de la tela retorcida entre las piernas y metiéndola en la parte posterior de la cintura.